# Lupta de la Hârja (1916)
Lupta de la Hârja a fost o acțiune militară de nivel tactic, desfășurată pe Frontul Român, în timpul campaniei din anul 1916 a participării României la Primul Război Mondial. Ea s-a desfășurat în perioada 30 septembrie/13 octombrie 1916 și a avut ca rezultat oprirea înaintării forțelor Puterilor Centrale în trecătoarea Oituzului, în ea fiind angajate forțe române din Divizia 15 Infanterie, Divizia 2 Cavalerie și Brigada 38 Infanterie și forțe ale Puterilor Centrale din Divizia 71 Infanterie austro-ungară și Divizia 3 Cavalerie germană. A făcut parte din acțiunile militare care au avut loc în prima bătălie de la Oituz.:p. 405

## Comandanți

### Comandanți români
- General Eremia Grigorescu
- General Nicolae Sinescu
- Colonel Nicolae Rujinschi

### Comandanți ai Puterilor Centrale
- General Anton Goldbach von Sulitaborn
- General Georg Thumb von Neuburg